# MSR Flug-Charter GmbH
MSR Flug-Charter GmbH era uma companhia aérea que operava em Greven, na Alemanha, operando em voos corporativos.